# Macintosh Performa

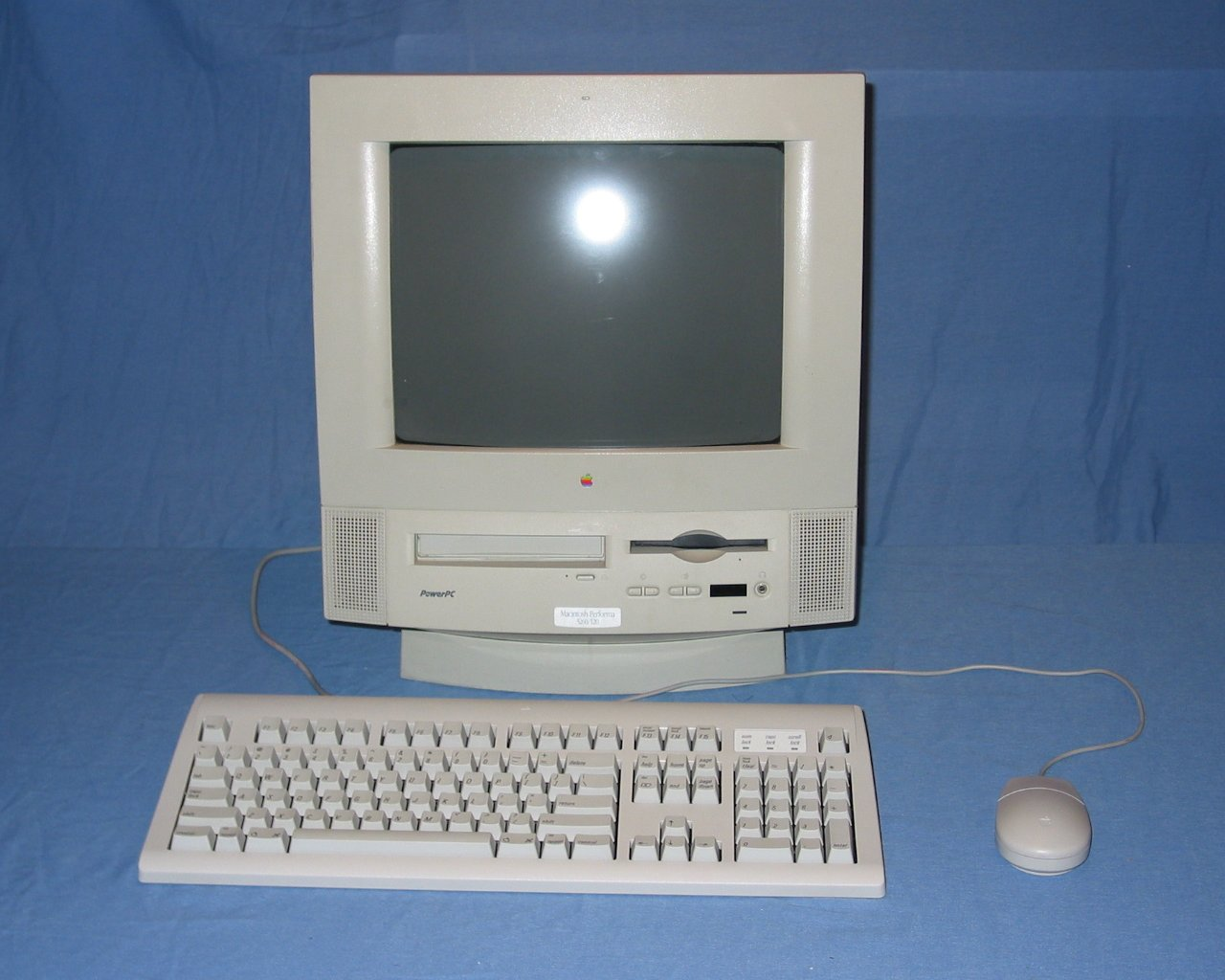
Macintosh Performa 5260 met toetsenbord en muis

Macintosh Performa is een serie computers die ontworpen, gefabriceerd en verkocht werd door Apple Computer, Inc. van 1992 tot 1997. Computers uit deze serie waren gebaseerd op bestaande modellen uit de Quadra-, Centris-, LC- en Power Macintosh-productlijnen. Performa-computers werden verkocht via warenhuisketens zoals Sears, in tegenstelling tot de andere productlijnen van Apple die verkocht werden door geautoriseerde Apple-verdelers.
De eerste Performa-modellen waren de op Macintosh Classic II gebaseerde Performa 200, de LC II-gebaseerde Performa 400 en de IIvi-gebaseerde Performa 600. Na het uitbrengen van maar liefst 64 verschillende modellen werd het merk Performa door Apple begin 1997 afgevoerd, kort na de terugkeer van Steve Jobs in het bedrijf.
De levensloop van het merk Performa viel samen met een periode van aanzienlijke financiële problemen bij Apple, deels veroorzaakt door de lage verkoop van de Performa-modellen.

## Historiek

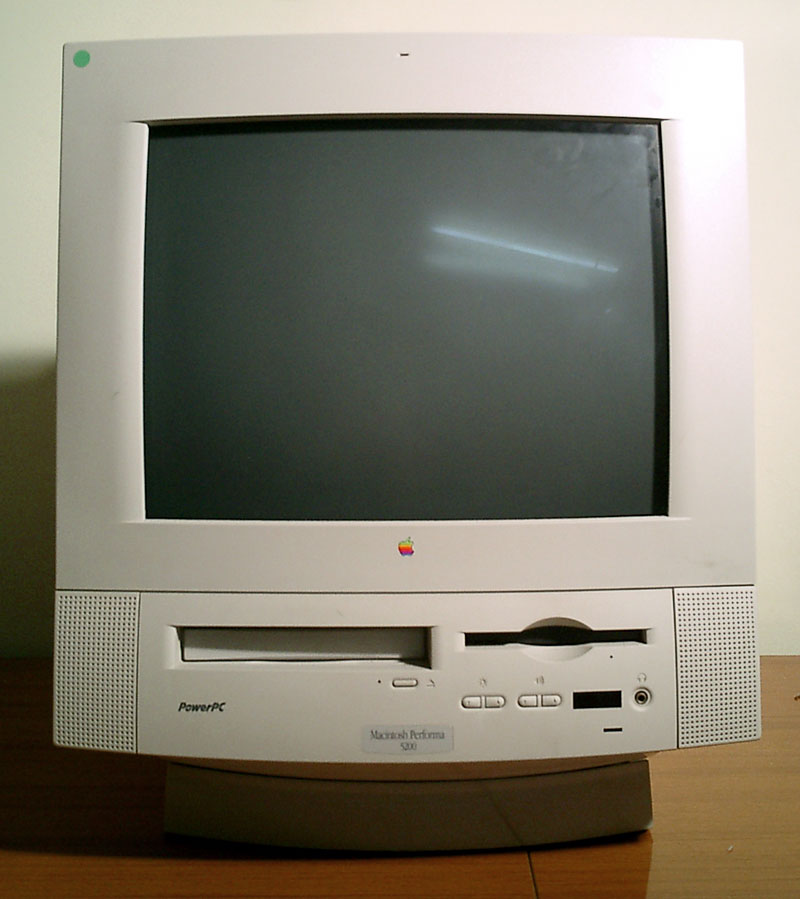
Macintosh Performa 5200 met een "alles-in-één"-behuizing

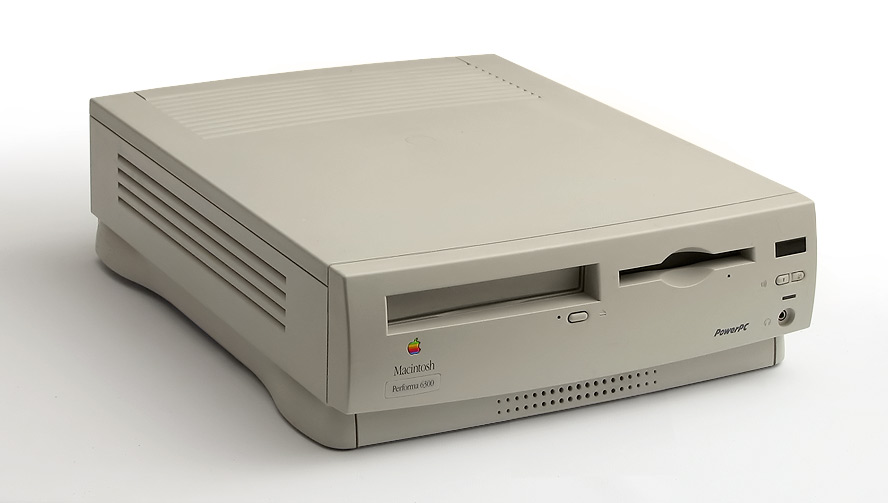
Macintosh Performa 6300 met een desktop-behuizing

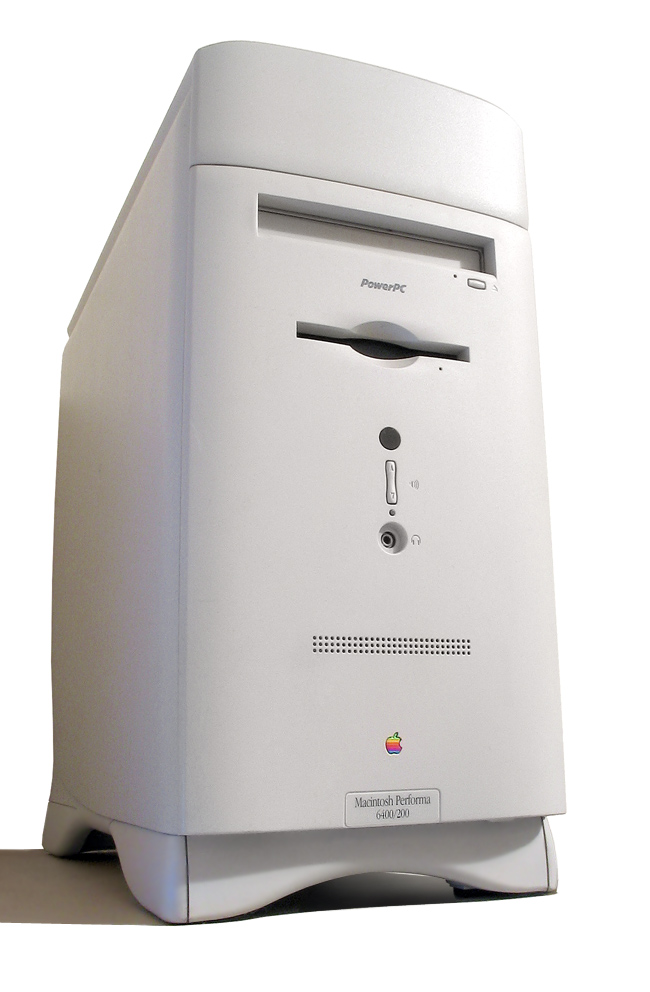
Macintosh Performa 6400 met een tower-behuizing

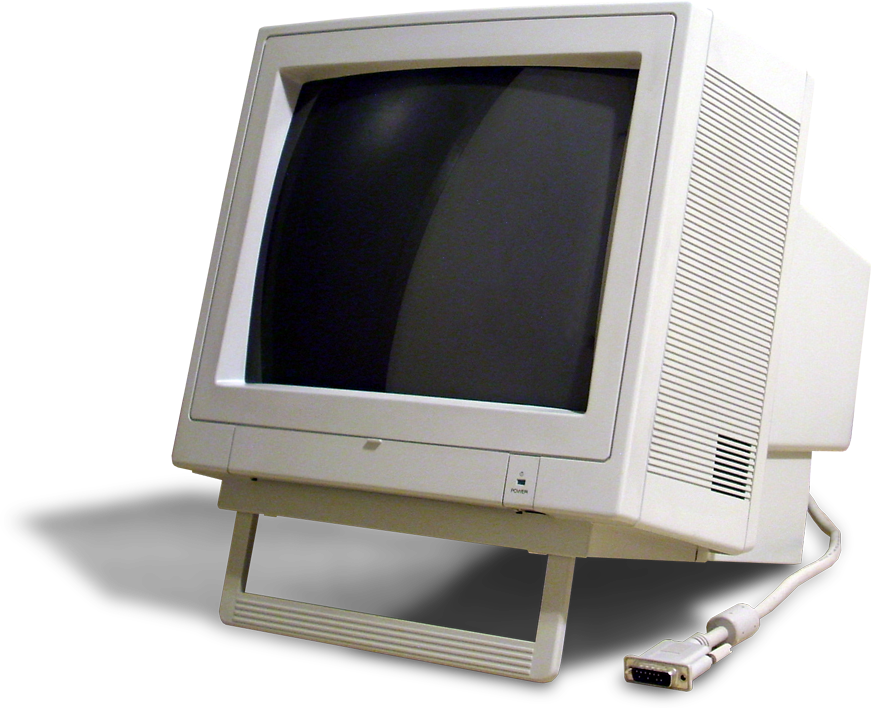
Apple Performa Plus Display

Via een sterk marktaandeel in het onderwijs in de jaren tachtig wilde Apple zijn computers ook bij de mensen in de huiskamer krijgen, met het idee dat kinderen die zowel thuis als op school met dezelfde Macintosh werkten later ook Macintosh-computers op kantoor zouden gaan gebruiken.
Begin jaren negentig verkocht Apple zijn computers hoofdzakelijk via geauthoriseerde Apple-verdelers aan professionele gebruikers die prestatie- en uitbreidingsmogelijkheden nodig hadden om hun zware applicaties te draaien. Consumenten waren vooral geïnteresseerd in de beste prijs en hadden minder oog voor prestaties of uitbreidbaarheid. Om deze klanten te bereiken wilde Apple ook computers via warenhuisketens verkopen, maar dit zou in strijd geweest zijn met bestaande overeenkomsten met Apple-verdelers.
Om conflicten te vermijden splitste Apple daarom de Macintosh-productlijn op in professionele en consumentenmodellen. De professionele modellen omvatten de Classic-, LC-, Centris-, Quadra- en Power Macintosh-lijnen. De consumentenlijn kreeg de naam "Performa" en omvatte computers die vergelijkbaar waren met de professionele modellen.
De Performa-productlijn werd anders aan de man gebracht dan de professionele lijn. De computers werden geleverd met softwarepakketten voor thuisgebruik en kleine bedrijven. De meeste modellen werden ook gebundeld met een toetsenbord, muis, externe modem en een CRT-beeldscherm. Professionele modellen daarentegen werden à la carte verkocht met een keuze uit verschillende toetsenborden, muizen en beeldschermen die gebruik maakten van Trinitron-beeldbuizen.
Hoewel de Performa-modellen sterk leken op hun professionele tegenhanger, werden bepaalde functies aangepast of verwijderd. De Performa 600, bijvoorbeeld, miste de level2-cache van de Macintosh IIvx waarop hij gebaseerd was.
Elke Performa-bundel kreeg een uniek modelnummer, dat in sommige gevallen alleen varieerde door de softwarepakketten die meegeleverd werden of door de grootte van de harde schijf. Dit was bedoeld om het prijsaanbod van verschillende winkels voor dezelfde bundel te kunnen vergelijken, maar het bracht de consumenten vooral in verwarring.
Omdat het personeel van de warenhuisketens niet over de nodige computerkennis beschikte werden de Performa-toonzaalmodellen vaak slecht onderhouden of crashte de automatische demosoftware. Bovendien konden defecte toestellen niet door de warenhuisketens hersteld worden omdat ze geen geautoriseerde Apple-servicecentra waren.
De problemen werden nog verergerd door de komst van Windows 95. Computers met Windows waren over het algemeen goedkoper en bovendien gaven veel winkels er de voorkeur aan om hun eigen huismerk-pc's te verkopen.
Als gevolg hiervan overschatte Apple in 1995 niet alleen de vraag naar Performa-modellen, ze hadden ook de vraag naar professionele Power Macintosh-modellen onderschat. Dit leidde tot aanzienlijke problemen met overaanbod. Tegen midden 1996 was de verkoop van Performa-modellen op jaarbasis met 15 procent gedaald.
In februari 1997, kort nadat Steve Jobs naar het bedrijf was teruggekeerd, vernieuwde Apple zijn volledige reeks desktopcomputers  waarbij een dozijn Performa-modellen geschrapt werden en het aanbod Power Macintosh-computers gereduceerd werd tot zes. Het officiële einde van de Performa-productlijn werd op 15 maart aangekondigd als onderdeel van een ingrijpende herstructurering bij Apple, waaronder het ontslag van een derde van het personeelsbestand. Ook de manier waarop Apple zijn consumentencomputers verkocht werd gewijzigd: voortaan gebruikte men het "winkel in een winkel"-concept, waarbij Apple en aanverwante producten werden tentoongesteld en verkocht op een fysiek gescheiden locatie in de winkel door gespecialiseerde medewerkers.

## Modellen
| Model                                   | Gebaseerd op             | Jaren                                                         | Opmerkingen |
| --------------------------------------- | ------------------------ | ------------------------------------------------------------- | --- |
| Performa 200                            | Classic II               | 09/1992 - 10/1993                                             | |
| Performa 250                            | Color Classic            | 02/1993 - 05/1995                                             | |
| Performa 275                            | Color Classic II         | 10/1993 - 11/1995                                             | |
| Performa 400                            | LC II                    | 09/1992 - 10/1993                                             | |
| Performa 405                            | LC II                    | 04/1993 - 11/1993                                             | Performa 400 met beeldscherm en minder VRAM |
| Performa 410                            | LC II                    | 10/1993 - 11/1993                                             | Performa 400 met beeldscherm |
| Performa 430                            | LC II                    | 04/1993 - 11/1993                                             | Performa 400 met beeldscherm and grotere HD |
| Performa 450                            | LC III                   | 04/1993 - 11/1993                                             | LC III met grotere HD |
| Performa 460                            | LC III+                  | 10/1993 - 11/1993                                             | |
| Performa 466                            | LC III+                  | 10/1993 - 11/1993                                             | Performa 460 met 160 MB HD |
| Performa 467                            | LC III+                  | 10/1993 - 11/1993                                             | Performa 466 met "business software"-bundel |
| Performa 475                            | LC 475, Quadra 605       | 10/1993 - 04/1996                                             | LC 475 / Quadra 605 met beeldscherm |
| Performa 476                            | LC 475, Quadra 605       | 10/1993 - 04/1996                                             | Performa 475 met grotere HD |
| Performa 520                            | LC 520                   | 06/1993 - 02/1994                                             | |
| Performa 550                            | LC 550                   | 10/1993 - 03/1995                                             | |
| Performa 560 Money Edition              | LC 550                   | 01/1994 - 03/1995                                             | Performa 550 met "business software"-bundel |
| Performa 575                            | LC 575                   | 02/1994 - 04/1996                                             | |
| Performa 577                            | LC 575                   | 02/1994 - 04/1996                                             | Performa 575 met grotere HD |
| Performa 578                            | LC 575                   | 02/1994 - 04/1996                                             | Performa 577 met meer RAM |
| Performa 580CD                          | LC 580                   | 05/1995 - 05/1996                                             | LC 580 voor Canada, Azië, Australië en Nieuw-Zeeland |
| Performa 588CD                          | LC 580                   | 04/1995 - 05/1996                                             | Performa 580CD, verkocht in Azië en Europa |
| Performa 600                            | IIvi                     | 09/1992 - 10/1993                                             | |
| Performa 600CD                          | IIvi                     | 09/1992 - 10/1993                                             | Performa 600 met cd-lezer |
| Performa 630                            | LC 630, Quadra 630       | 07/1994 - 07/1995                                             | |
| Performa 630CD                          | LC 630, Quadra 630       | 07/1994 - 10/1993                                             | Performa 630 met cd-lezer |
| Performa 630CD DOS Compatible           | LC 630, Quadra 630       | 05/1995 - 07/1995                                             | Performa 630CD met een tweede RAM-slot en een DOS-emulatorkaart |
| Performa 631CD                          | LC 630, Quadra 630       | 07/1994 - 07/1995                                             | Performa 630CD met meer geheugen, grotere HD, beeldscherm en modem |
| Performa 635CD                          | LC 630, Quadra 630       | 07/1994 - 07/1995                                             | Performa 630 met meer geheugen, cd-lezer, 15-inch beeldscherm en modem |
| Performa 636                            | LC 630, Quadra 630       | 07/1994 - 07/1995                                             | Performa 630 voor het hoger onderwijs |
| Performa 636CD                          | LC 630, Quadra 630       | 07/1994 - 07/1995                                             | Performa 636 Met cd-lezer |
| Performa 637CD                          | LC 630, Quadra 630       | 07/1994 - 07/1995                                             | Performa 636CD met grotere HD en beeldscherm |
| Performa 638CD                          | LC 630, Quadra 630       | 07/1994 - 07/1995                                             | Performa 636CD met grotere HD en tv/video-kaart |
| Performa 640CD DOS Compatible           | LC 630 DOS Compatible    | 05/1995 - 02/1996                                             | Performa 631CD met beeldscherm, modem en de DOS-emulatorkaart uit de Performa 630CD DOS Compatible |
| Performa 5200CD                         | Power Macintosh 5200 LC  | 05/1995 - 02/1996                                             | Power Macintosh 5200 LC met grotere HD |
| Performa 5210CD                         | Power Macintosh 5200 LC  | 05/1995 - 07/1996                                             | Power Macintosh 5200 LC, verkocht in Azië en Europa |
| Performa 5215CD                         | Power Macintosh 5200 LC  | 07/1995 - 07/1996                                             | Performa 5200CD met een andere software-bundel |
| Performa 5220CD                         | Power Macintosh 5200 LC  | 07/1995 - 07/1996                                             | Performa 5215CD met grotere HD, verkocht in Azië en Europa |
| Performa 5260CD                         | Power Macintosh 5260     | 04/1996 - 02/1997                                             | Power Macintosh 5260/100 met kleinere HD |
| Performa 5260/120                       | Power Macintosh 5260     | 10/1996 - 02/1997                                             | Power Macintosh 5260/120, verkocht in Canada en Australië |
| Performa 5270CD                         | Power Macintosh 5260     | 04/1996 - 02/1997                                             | Performa 5260CD, verkocht in Azië en Europa |
| Performa 5280                           | Power Macintosh 5260     | 11/1996 - 06/1997                                             | Performa 5260/120,verkocht in Japan |
| Performa 5300CD                         | Power Macintosh 5300 LC  | 10/1995 - 05/1996                                             | |
| Performa 5300CD DE                      | Power Macintosh 5300 LC  | 10/1995 - 05/1996                                             | Performa 5300CD "Director's Edition" met extra software |
| Performa 5320CD                         | Power Macintosh 5300 LC  | 11/1995 - 08/1996                                             | Performa 5300CD aan 120 MHz, verkocht in Europa en Azië |
| Performa 5400CD                         | Power Macintosh 5400     | 04/1996 - 02/1997                                             | |
| Performa 5400/160                       | Power Macintosh 5400     | 08/1996 - 12/1997                                             | Performa 5400, verkocht in Azië en Europa |
| Performa 5400/180 (DE)                  | Power Macintosh 5400     | 08/1996 - 06/1997                                             | Performa 5400, verkocht in Azië en Europa met een zwarte behuizing. De "DE" (Director's Edition) voor de Australische markt had 24 MB RAM, een grotere HD en een ingebouwde tv-tuner met afstandsbediening |
| Performa 5410CD                         | Power Macintosh 5400     | 04/1996 - 02/1997                                             | Performa 5400 zonder ethernet |
| Performa 5420CD                         | Power Macintosh 5400     | 04/1996 - 03/1997                                             | Performa 5410CD met een zwarte behuizing, verkocht in Europa en Azië |
| Performa 5430                           | Power Macintosh 5400     | 11/1996 - 12/1997                                             | Performa 5400/160 met 24 MB RAM, verkocht in Europa en Azië |
| Performa 5440                           | Power Macintosh 5400     | 11/1996 - 09/1997                                             | Performa 5400/180 met 24 MB RAM, verkocht in Europa en Azië |
| Performa 6110CD                         | Power Macintosh 6100/60  | 11/1994 - 07/1995                                             | Power Macintosh 6100/60 met de "business software"-bundel |
| Performa 6112CD                         | Power Macintosh 6100/60  | 11/1994 - 07/1995                                             | Power Macintosh 6100/60 met de "kids' software"-bundel |
| Performa 6115CD                         | Power Macintosh 6100/60  | 11/1994 - 07/1995                                             | Performa 6110CD met grotere HD |
| Performa 6116CD                         | Power Macintosh 6100/60  | 07/1995 - 04/1996                                             | Performa 6110CD met System 7.5.1 en 350 MB HD |
| Performa 6117CD                         | Power Macintosh 6100/60  | 11/1994 - 07/1995                                             | Performa 6115CD met de "business software"-bundel |
| Performa 6118CD                         | Power Macintosh 6100/60  | 11/1994 - 07/1995                                             | Performa 6110CD met grotere HD en met de "business software"- en "kids' software"-bundels |
| Performa 6200CD                         | Power Macintosh 6200     | 07/1995 - 04/1996                                             | Power Macintosh 6200 met 14,4k modem, beeldscherm en software |
| Performa 6205CD                         | Power Macintosh 6200     | 08/1995 - 07/1996                                             | Performa 6200CD met 28,8k modem |
| Performa 6210CD                         | Power Macintosh 6200     | 08/1995 - 07/1996                                             | Performa 6205CD met een andere software-bundel |
| Performa 6214CD                         | Power Macintosh 6200     | 08/1995 - 07/1996                                             | Performa 6200CD met de "college student software"-bundel |
| Performa 6216CD                         | Power Macintosh 6200     | 07/1995 - 04/1996                                             | Performa 6200CD zonder beeldscherm |
| Performa 6218CD                         | Power Macintosh 6200     | 07/1995 - 04/1996                                             | Performa 6200CD met meer RAM |
| Performa 6220CD                         | Power Macintosh 6200     | 07/1995 - 04/1996                                             | Performa 6218CD zonder beeldscherm maar met tv/video-kaart |
| Performa 6230CD                         | Power Macintosh 6200     | 07/1995 - 04/1996                                             | Performa 6220CD met een hardware MPEG-decoderkaart |
| Performa 6260CD                         | Power Macintosh 6200     | 06/1996 - 12/1996                                             | Performa 6290CD met grotere HD, verkocht in Europa en Azië |
| Performa 6290CD                         | Power Macintosh 6200     | 01/1996 - 08/1996                                             | Power Macintosh 6200 met 100 MHz 603e-processor en 1,2 GB HD, verkocht in Noord-Amerika |
| Performa 6300CD                         | Power Macintosh 6200     | 01/1996 - 10/1996                                             | Performa 6290CD met beeldscherm en meer RAM, verkocht in Noord-Amerika |
| Performa 6310CD                         | Power Macintosh 6200     | 01/1996 - 10/1996                                             | Performa 6300CD, verkocht in Azië en Europa |
| Performa 6320CD                         | Power Macintosh 6200     | 04/1996 - 09/1996                                             | Performa 6290CD aan 120 MHz met beeldscherm en tv/video-kaart |
| Performa 6360                           | Power Macintosh 6300/160 | 10/1996 - 10/1997                                             | Power Macintosh 6300/160,verkocht in Noord- en Zuid-Amerika |
| Performa 6400/180                       | Power Macintosh 6400     | 08/1996 - 08/1997                                             | Power Macintosh 6400 aan 180 MHz, verkocht in Noord-Amerika |
| Performa 6400/200                       | 08/1996 - 08/1997        | Performa 6400 aan 200 MHz, verkocht in Noord-Amerika          | |
| Performa 6400/200 Video Editing Edition | 08/1996 - 08/1997        | Performa 6400/200 met meer RAM, Avid Cinema-kaart en software | |
| Performa 6410                           | 11/1996 - 10/1997        | Performa 6400, verkocht in Europa en Azië                     | |
| Performa 6420                           | 11/1996 - 08/1997        | Performa 6400/200, verkocht in Europa en Azië                 | |